# لويس (أين)
لويس (بالفرنسية: Lhuis)‏ هي بلدية فرنسية تقع في إقليم الأين في فرنسا. رمز إنسي لها هو:1216. أما الرمز البريدي لها فهو: 1680.